# Zoanthoecus cerebroides
Zoanthoecus cerebroides är en kräftdjursart som beskrevs av Mark J. Grygier 1985. Zoanthoecus cerebroides ingår i släktet Zoanthoecus och familjen Lauridae. Inga underarter finns listade i Catalogue of Life.